# Zoe Royer
Pour les articles homonymes, voir Royer.
Zoe Royer est une femme politique canadienne en Colombie-Britannique.
Elle est députée de la circonscription fédérale britanno-colombienne de Port Moody—Coquitlam à la Chambre des communes depuis 2025 sous la bannière du Parti libéral du Canada.

## Biographie

### Famille et activités professionnelles
Né en Écosse, Royer arrive au Canada alors qu'elle encore un bébé. Sa mère est une médecin spécialiste en gynécologie obstétrique et son père est un géophysicien.
Formée en tant qu'administratrice de soin de santé, Royer fonde et gère en tant que directrice-général d'une entreprise de solutions dentaires. En 2020, elle fonde une société d'abonnement mensuelle d'histoire et de recettes destinées aux jeunes,. Néanmoins, la société cesse ses activités en 2022. Elle est ensuite responsable de la croissance pour la compagnie Massive Canada Building Systems.

### Carrière politique
Royer tente une première tentative de devenir députée fédérale du Nouveau Parti démocratique dans la circonscription de Port Moody—Westwood—Port Coquitlam en 2008.
En 2011, elle est élue au conseil municipal de Port Moody. Après avoir été réélue à deux reprises, elle décide de ne pas se représenter en 2022. Elle tente ensuite de se faire élire au conseil municipal de Coquitlam et au conseil scolaire du District 43 (Coquitlam), avec succès au conseil scolaire seulement,.
Lors de la campagne de 2025, Royer dépose une plainte au commissaire d'élection en alléguant que la campagne de la député sortante Zarrillo avait diffusée de fausses informations sur les sondages et tentée de discréditer SmartVoting.ca, un tiers parti enregistré auprès d'Élections Canada.

## VIe privée
Elle est mariée avec Gaëtan Royer. Elle a deux enfants, Charlotte et Carola.